# Herb gminy Łososina Dolna
Herb gminy Łososina Dolna – jeden z symboli gminy Łososina Dolna.

## Wygląd i symbolika
Herb przedstawia na tarczy w polu ciemnobłękitnym najstarszy obiekt sakralny na terenie gminy Łososina Dolna – kościółek św. Justa, barwy złotej z elementami czerwieni na wieżyczce powyżej krzyża, po obu stronach kościółka znajdują się dwa jednakowe elementy – czerwone jabłka ze złotymi
gałązkami, symbolizujące gminę Łososina Dolna jako gminę sadowniczą. Pod kościołem umieszczone są podwójne fale rzeki Łososiny w kolorze białym obrysowane czarnymi elementami, a poniżej fal widnieje sylwetka ryby łososia w kolorach zbliżonych do naturalnych na tle koloru niebieskiego.